# François Amable Ruffin
Pour les articles homonymes, voir Ruffin.
Cet article possède un paronyme, voir Rufin.
Ne doit pas être confondu avec François Ruffin.
François Amable Ruffin, né le 31 août 1771 à Bolbec en Seine-Maritime, et mort le 15 mai 1811 à Portsmouth au Royaume-Uni, est un général de division français du Premier Empire. Distingué à Friedland en 1807, il passe en Espagne sous les ordres du maréchal Victor et mène sa division sur de nombreux champs de bataille, de Somosierra à Uclès et de Talavera à Barrosa où il est grièvement blessé et fait prisonnier par les Britanniques. Il succombe à ses blessures à Portsmouth le 15 mai 1811.

## Biographie

### Du simple soldat au général de division
François Amable naît le 31 août 1771 à Bolbec, en Normandie, dans une maison de la rue Guillet. Il entre en service le 18 septembre 1792 en tant que capitaine de la compagnie des volontaires de Bolbec, du 7e bataillon de volontaires de la Seine-Inférieure, et il en devient lieutenant-colonel en octobre de la même année. Il reçoit son brevet d'adjudant-général chef de brigade à l'armée du Danube le 30 juillet 1799. Il est promu général de brigade le 1er février 1805.
Il s'illustre dans les batailles de la Révolution puis de l’Empire, notamment à Austerlitz en 1805 puis Heilsberg et Friedland en 1807, ce qui lui vaut le grade de général de division le 3 novembre 1807. Le 26 octobre 1808, Ruffin reçoit le titre de comte de l'Empire.

### Sous les ordres du maréchal Victor: la guerre d'Espagne
En 1808, Ruffin prend le commandement d'une division du Ier corps du maréchal Victor. Les défaites de Bailén et Vimeiro ont porté un rude coup au prestige de l'Empereur et à la situation stratégique française en Espagne. Napoléon, décidé à « remonter la machine » prend personnellement la tête de la Grande Armée et entre dans la péninsule ; le Ier corps de Victor est de la campagne. Formant l'aile droite des forces impériales, le maréchal se porte à la rencontre du général espagnol Blake et l'accroche à la bataille d'Espinosa, les 10 et 11 novembre 1808. Les combats, indécis le premier jour, se prolongent le lendemain avec un assaut général français contre les lignes ennemies. Le général Ruffin mène l'attaque sur la gauche avec le 9e léger et le 24e de ligne de la brigade La Bruyère et le 96e de ligne de la brigade Barrois. Les Espagnols sont enfoncés et se retirent du champ de bataille en désordre, laissant des milliers de prisonniers aux mains des Français dont les pertes sont d'environ 1 100 hommes. Le 21 novembre, la division Ruffin présente 7 621 soldats à l'effectif.

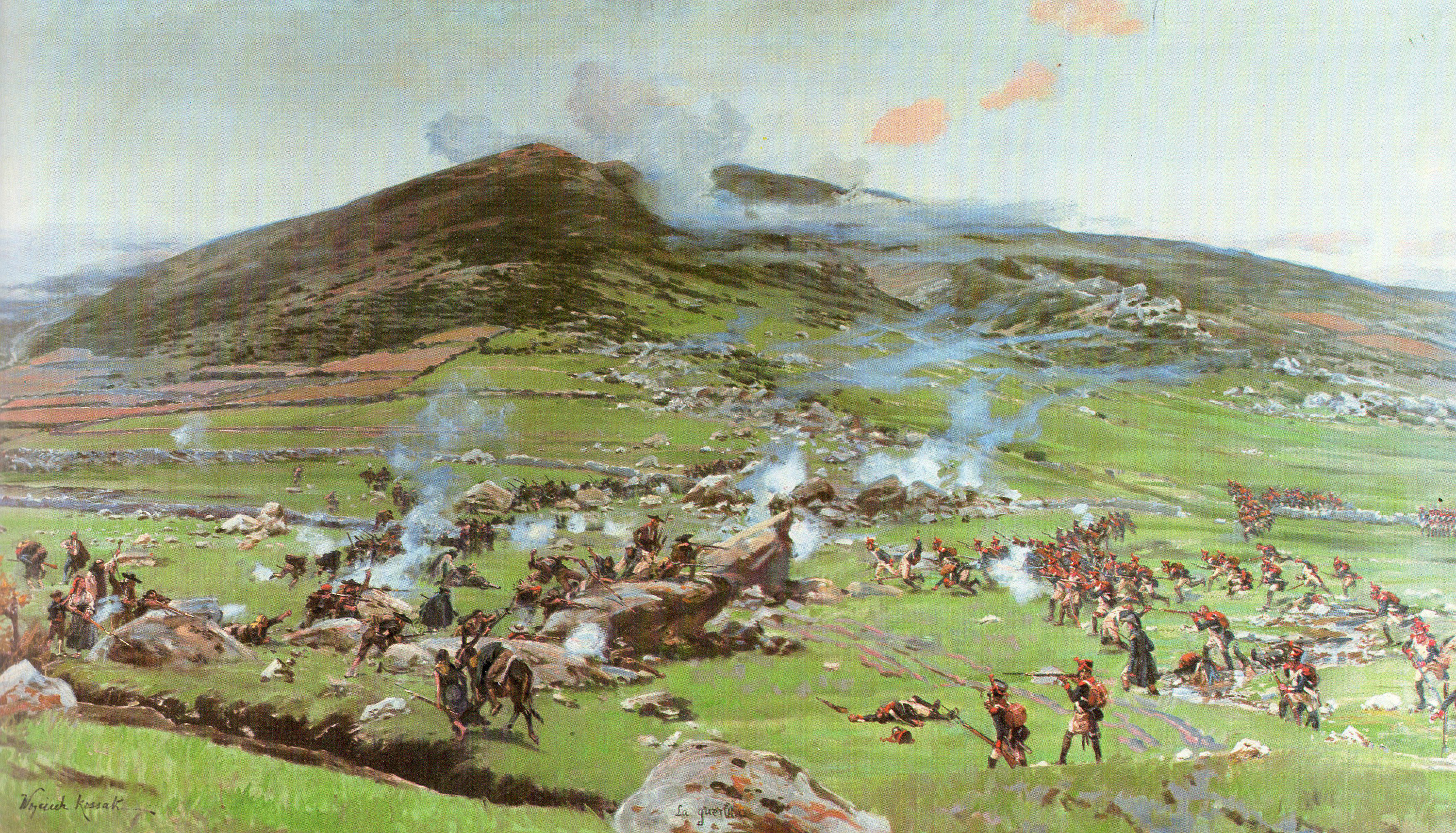
La division Ruffin attaque les positions espagnoles à Somosierra, le 30 novembre 1808. Peinture de Wojciech Kossak.

Les corps d'armée français marchent à présent sur Madrid, mais doivent auparavant emprunter le col de Somosierra solidement gardé par le général Benito de San Juan. Ruffin, chargé d'enlever la position, progresse difficilement sous le feu des tireurs espagnols ; son 96e de ligne, en particulier, subit d'assez lourdes pertes. Les premiers retranchements sont conquis, mais l'infanterie est incapable de s'aventurer plus avant et il faut la charge des chevau-légers polonais de la Garde impériale pour ouvrir la route de Madrid. Les troupes françaises s'emparent de la capitale espagnole le 2 décembre, et la division Ruffin y tient garnison jusqu'en janvier 1809. Le 10 de ce mois, le maréchal Victor quitte la capitale avec tout son corps d'armée pour affronter les forces espagnoles du général Venegas, plus au sud. C'est la bataille d'Uclès le 13 janvier 1809. Victor ordonne à Ruffin de faire mouvement sur la droite afin de prendre l'ennemi de flanc, mais la division du général se perd en cours de route et prend du retard. Ses trois régiments débouchent finalement sur les arrières de Venegas par le village de Carrascosa et stoppent de front les fuyards espagnols qui sont également pris à revers par le 24e de ligne du colonel Jamin. 20 drapeaux et près de 6 000 prisonniers sont pris par les Français.
Quelque temps plus tard, en mars 1809, le Ier corps se dirige vers l'Estrémadure contre l'armée de Don Gregorio Garcia de la Cuesta. Les divisions Ruffin et Villatte franchissent le Tage au pont de l'Arzobispo ; celui d'Almaraz, détruit, est réparé et les soldats de Ruffin sont affectés à sa garde. Le général ne participe donc pas à la bataille de Medellín le 28 mars, qui voit l'anéantissement de l'armée espagnole. Toutefois, en dépit de ce succès, l'insurrection ne faiblit pas, d'autant que les Anglais du général Arthur Wellesley arrivent du Portugal pour se joindre aux forces espagnoles. Victor, prudent, repasse le Tage et reçoit le renfort de Sébastiani puis de l'armée de Madrid. En face, les Anglo-Espagnols se retranchent sur les hauteurs de Talavera. Le 27 juillet au soir, le maréchal lance la division Ruffin dans une attaque prématurée sur le versant nord des positions britanniques. Le 9e léger tient un moment les hauteurs mais, insuffisamment soutenu, doit reculer avec de lourdes pertes. Le lendemain, Ruffin monte de nouveau seul à l'assaut de la crête avec ses trois régiments ; accablés par le feu nourri des fantassins de Wellesley, les soldats français battent en retraite après avoir laissé 1 500 hommes sur le terrain. Ce deuxième échec suscite des réactions partagées au sein de l'état-major français, mais Joseph autorise finalement une troisième attaque avec cette fois tout le corps de Victor. Le général Ruffin, dont la division a pourtant été très éprouvée par les combats précédents, progresse à droite de la « butte de Medellín » de concert avec Lapisse. Les efforts de Ruffin portent leurs fruits et les défenseurs sont sur le point de céder, lorsque Lapisse est mortellement blessé. L'attaque française flotte, et Joseph, qui refuse d'engager les réserves, ordonne la retraite. Les pertes sont sévères : « les 9e, 24e et 96e […] ont eu plus des deux tiers de leurs officiers hors de combat et 500 hommes par régiment, tués ou blessés » note le général Semellé. Les Français se retirent sur Madrid, mais l'approche du corps du maréchal Soult décide Wellesley à retourner au Portugal.

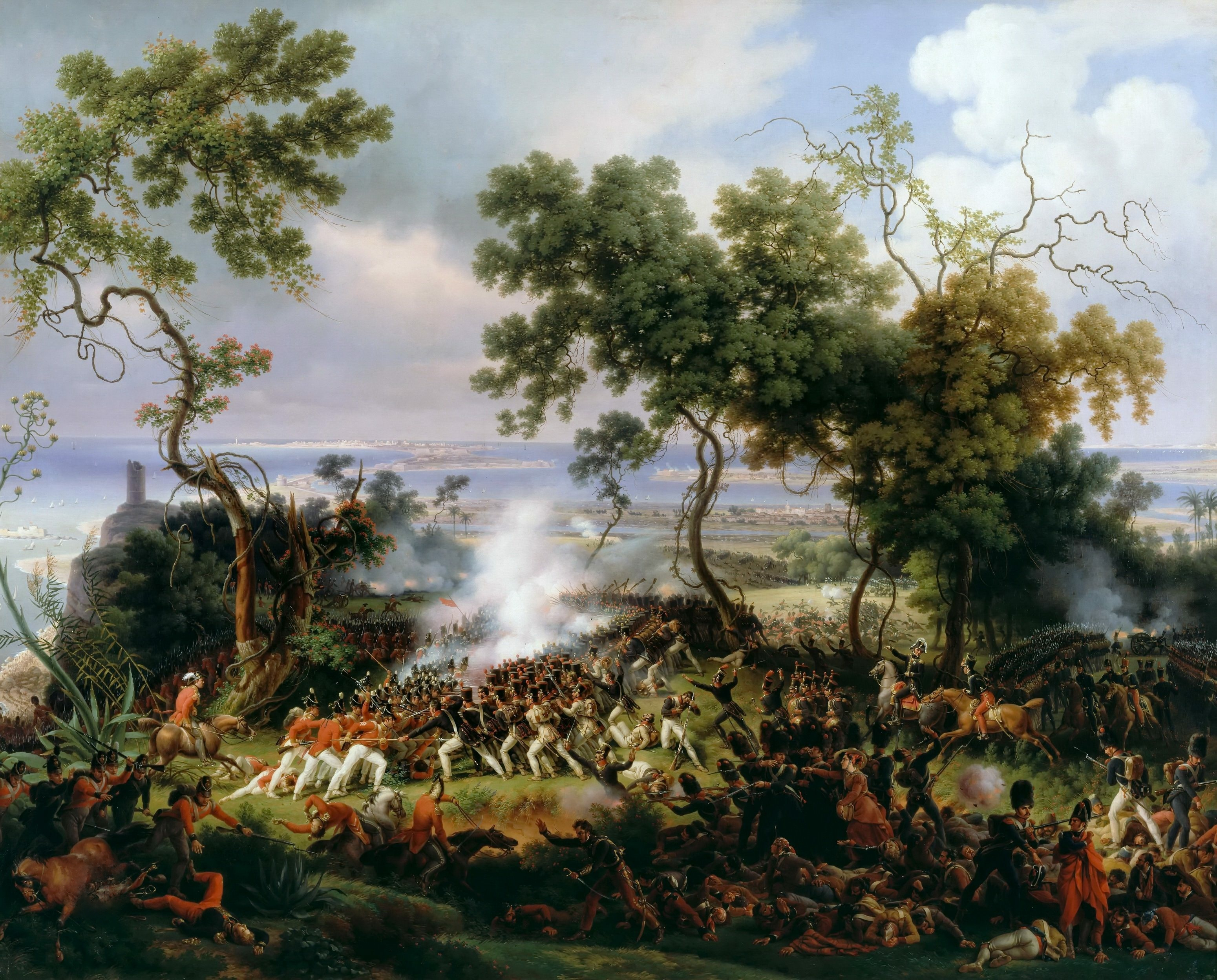
La bataille de Barrosa, 5 mars 1811. En bas à gauche, le général Ruffin, blessé et tombé de cheval, est sur le point d'être fait prisonnier par les Britanniques. Huile sur toile de Louis-François Lejeune, 1822, château de Versailles.

Le reste de l'année 1809 voit le Ier corps stationné dans la Manche, au sud de Madrid. En janvier 1810, les troupes françaises marchent sur l'Andalousie et occupent Séville, mais l'attitude du roi Joseph fait traîner les opérations et permet aux Espagnols de s'enfermer dans Cadix, redoutable position naturelle et fortifiée. Le maréchal Victor doit assiéger la ville à partir du 5 février 1810. La place refusant toute négociation, les opérations se prolongent tout au long de l'année. En 1811, le Ier corps piétine toujours devant Cadix. Une armée anglo-espagnole commandée par les généraux Graham et la Peña marche contre les Français afin de les forcer à lever le siège. Les deux adversaires s'affrontent à la bataille de Barrosa, le 5 mars 1811. Les hostilités débutent par une attaque de la division Ruffin sur les hauteurs de Barrosa, qui réussit et permet au général d'y installer ses canons. Un bataillon britannique tente de reprendre la position mais est repoussé avec pertes par Ruffin, qui n'exploite pas son succès et laisse le temps à la brigade Dilke d'arriver sur les lieux. Celle-ci prend le relais de ses camarades et s'avance sur la droite, à l'abri des boulets français. Le général Ruffin se porte contre elle avec quatre colonnes et un duel de mousqueterie s'engage. Victor appuie son divisionnaire en donnant ses réserves, mais le feu meurtrier des Britanniques brise les troupes impériales qui s'enfuient en abandonnant la crête. Le général Ruffin est grièvement blessé dans l'action et est fait prisonnier par les hommes du colonel Brown.
Il succombe à sa blessure le 15 mai 1811 à bord du HMS Gorgon, en rade de Portsmouth. Il reçoit de l'armée britannique les honneurs militaires et est enterré, mais son corps est rapatrié dans sa ville natale le 4 novembre 1845. Au Ier corps, le général Barrois, puis le général Conroux relèvent son commandement.
Son nom figure sur l'arc de triomphe à Paris.

## Portrait physique et moral
Homme d'une stature imposante, le général Ruffin est décrit ainsi par l'historien Collen-Castaigne :

« Le général Ruffin était d'une belle taille ; il avait cinq pieds sept pouces au moins, et les épaules larges de vingt-huit pouces. »

Il a également la réputation d'être un grand amateur des plaisirs de la table. « Le général Ruffin était aussi vaillant au combat qu'à table. Sur ce dernier point, on disait qu'il ne le cédait guère qu'à Bisson » note Jacques Le Coustumier, biographe du maréchal Victor.

## Décorations
- Commandeur de la Légion d'honneur le 25 décembre 1805.
- Chevalier de l'Ordre militaire de Saint-Henri de Saxe

## Dotation
- Le 10 mars 1808, donataire d'une rente de 30 000 francs en Westphalie.

## Armoiries
| Figure | Nom du comte et blasonnement |
| ------ | --- |
|        | Comte François Amable Ruffin et de l'Empire, décret du 19 mars 1808, lettres patentes du 26 octobre 1808, Commandeur de la Légion d'honneur, Écartelé au premier des comtes militaires; au deuxième de gueules à la levrette assise la tête contournée d'argent, accompagnée en chef de trois étoiles d'or en fasce; au troisième de gueules au lion rampant portant une grenade enflammée, accostée de deux étoiles, le tout d'or; au quatrième d'or à la hure de sable défendue d'argent - Livrées : bleu, rouge, jaune, blanc et noir. |